# Bagré (Burkina Faso)
Pour les articles homonymes, voir Bagré.
Cet article concerne le village chef-lieu. Pour le département et la commune rurale, voir Bagré (département).
Bagré, ou Bagré-Village, est un village du département et commune rurale de Bagré, dont il est le chef-lieu, situé dans la province du Boulgou et la région du Centre-Est au Burkina Faso.

## Géographie

### Situation
Bagré se situe à 40 km au sud-ouest de Tenkodogo, la capitale de la province, et juste au sud du barrage de Bagré permettant la mise en eau du lac de Bagré, un lac de barrage construit de 1990 à 1992 sur le cours de la rivière Nakambé (nom burkinabé de la Volta Blanche).

### Démographie
| 2003  | 2006  | 2012 |
| ----- | ----- | ---- |
| 4 528 | 4 993 | -    |

## Économie
L'économie de la commune est liée principalement à l'agriculture rendue possible par le lac de barrage de Bagré et orienté vers la riziculture.

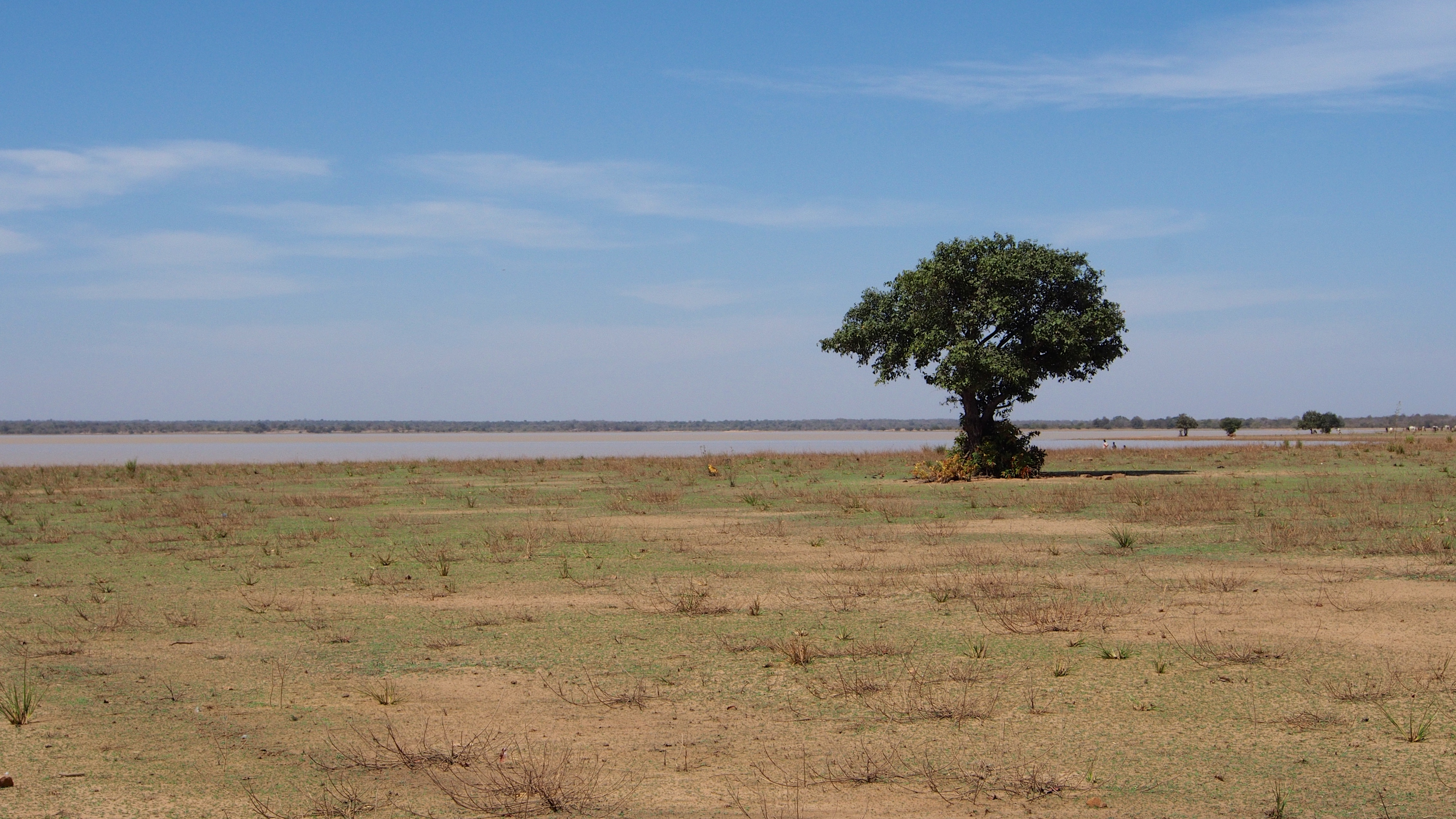
Lac de Bagré

## Transports
Le village se trouve à 16 km au sud-ouest de la route nationale 16.

## Santé et éducation
Bagré accueille trois centres de santé et de promotion sociale (CSPS) dans son secteur (à Bagré-Village, Bagré-Périmètre et Bagré V11) tandis que le centre hospitalier régional (CHR) se trouve à Tenkodogo.
Le village possède deux écoles primaires publiques et une médersa.